# Pośrednia Szarpana Turnia
Pośrednia Szarpana Turnia (słow. Prostredný Ošarpanec, niem. Behnturm, węg. Behn-torony) – turnia znajdująca się w południowo-wschodniej grani Wysokiej w słowackiej części Tatr Wysokich. Pośrednia Szarpana Turnia stanowi środkową z trzech Szarpanych Turni znajdujących się w tejże grani. Od północnego zachodu sąsiaduje z Wielką Szarpaną Turnią i oddzielona jest od niej Wyżnią Szarpaną Szczerbiną, od południowego wschodu natomiast sąsiaduje z Małą Szarpaną Turnią, od której oddziela ją Niżnia Szarpana Szczerbina. Pośrednia Szarpana Turnia jest wyłączona z ruchu turystycznego i nie prowadzą na jej wierzchołek żadne szlaki.
Polskie i słowackie nazewnictwo Pośredniej Szarpanej Turni pochodzi od jej kształtu. Nazwy niemiecka i węgierska upamiętniają jednego z członków zespołu, który jako pierwszy zdobył jej wierzchołek – Heinricha Behna.

## Historia
Pierwsze wejścia turystyczne:
- Heinrich Behn, Ernst Dubke, Johann Breuer i Johann Franz senior, 9 maja 1907 r. – letnie,
- Gyula Balla i Lajos Rokfalusy, 24 marca 1912 r. – zimowe[1].